# Mikko Keskinarkaus
Mikko Keskinarkaus (Rovaniemi, 29 giugno 1979) è un ex combinatista nordico finlandese.

## Biografia
In Coppa del Mondo esordì il 22 gennaio 2000 a Liberec (39°) e ottenne l'unica vittoria, nonché unico podio, il 9 gennaio 2002 in Val di Fiemme.
In carriera prese parte a un'edizione dei Giochi olimpici invernali, Salt Lake City 2002 (28° nell'individuale, 23° nella sprint).

## Palmarès

### Mondiali juniores
- 1 medaglia:
  - 1 oro (gara a squadre a Sankt Moritz 1998)

### Coppa del Mondo
- Miglior piazzamento in classifica generale: 15º nel 2002
- 1 podio (a squadre):
  - 1 vittoria

#### Coppa del Mondo - vittorie
| Data           | Località      | Nazione | Trampolino           | Spec.                                            |
| -------------- | ------------- | ------- | -------------------- | ------------------------------------------------ |
| 9 gennaio 2002 | Val di Fiemme | Italia  | Giuseppe Dal Ben K95 | T NH/3x5 km (con Samppa Lajunen e Jaakko Tallus) |

Legenda:

T = gara a squadre

NH = trampolino normale